# Макарије Каљазински
Преподобни Макарије Каљазински (рус. Макарий Калязинский), световно Матвеј Васиљевич Кожин (рус. Матвей Васильевич Кожин) светитељ је Руске православне цркве у рангу преподобних и оснивач Троицког каљазинског мушког манастира. У православној цркви овом светитељу су посвећени 17. март (дан смрти) и 26. мај (дан преноса моштију).

## Биографија
Матвеј Васиљевич Кожин родио се 1402. године у селу Кожино на територији Кашинског округа (данас Тверска област) од оца Василија и мајке Ирине. Са 18. година оженио се Јеленом Јахонтовом која је након само три године брака преминула. Након женине смрти одлази у Клобуковски манастир у граду Кашину, прима монашки чин и добија име Макарије. Након неколико година боравка у манастиру одлази у шуму где је живео подвижнички у малој келији. Након што му се придружује још 7 монаха из Клобуковског манастира, на месту свог подвижништва подиже Троицки манастир.
Преминуо је 17. марта 1483. и сахрањен је у дрвеној цркви у манастирском комплексу. Након обнове манастира и градње камене цркве 26. маја 1521. пронађен је гроб монаха Макарија, а по црквеном предању његове мошти су приликом отварања гробнице биле у нетрулежном стању. Године 1547. Сабор Руске православне цркве уврстио је Макарија Каљазинског у ред светитеља православних цркава. Његове мошти су 1700. поново премештене, овај пут у сребрни ковчег.
Након рушења Троицког манастира током 1930-их година од стране бољшевика, мошти пребодобног Макарија су премештене у Троицку саборну цркву у граду Тверу, да би касније коначно биле враћене у град Каљазин, у крипту храма Вазнесења Господњег, где се и данас налазе.
Године 2008. у граду Каљазину је подигнут и освештан споменик посвећен овом светитељу.
Његов млађи брат Генадиј био је епископ Тверски.